# Helios 2A
Pour les articles homonymes, voir Hélios (homonymie).
Helios 2A est le nom d'un satellite militaire de reconnaissance optique en service depuis avril 2005. Il a pour but d'améliorer le renseignement militaire au profit notamment de la France, de la Belgique, de l'Espagne, de la Grèce et de l'Italie.

## Présentation
D'une masse d'environ 4 200 kg, Helios 2A a une durée de vie théorique de cinq ans. Il est construit sous la maîtrise d'œuvre de Matra Espace pour le compte de la direction générale de l'Armement (DGA), avec de nombreux sous-traitants européens.
Le coût du programme est de deux milliards d'euros, dont 95 % sont assumés par la France. Ce satellite espion a une précision optique de l'ordre de 30 cm dans le domaine visible et est également équipé de détecteurs infrarouges qui lui permettent de voir la nuit. Il est positionné sur une orbite polaire et héliosynchrone à une altitude d'environ 700 kilomètres qui lui permet une quinzaine de rotations autour du globe par jour. Il est en mesure de prendre une centaine de photographies par jour.
La station de traitement des données, dite segment spatial de la Défense, est installé sur la Base aérienne 110 Creil. Il accueille l'Équipe interarmées des systèmes d'observation par satellites (EISOS), le personnel du centre militaire d'observation par satellites 1/92 Bourgogne (CMOS) et des représentants de différents pays européens (Italie, Espagne, Belgique, Grèce et Allemagne).

## Histoire
Le programme Helios débute en 1995 avec le lancement de Helios 1A, suivi de Helios 1B en 1999. Ces deux satellites fournissent 100 000 prises de vues, dont certaines sont particulièrement utiles dans la gestion des crises en ex-Yougoslavie, en Irak et en Afghanistan. Ces crises montrent cependant que la coopération internationale en matière de renseignement a ses limites : les États-Unis ne transmettent à leurs alliés leurs informations et images satellites que de façon sélective. Le programme Helios a donc pour objectif de renforcer la souveraineté et l'indépendance de la France et celle de ses partenaires dans ce domaine.
Il est placé en orbite avec succès par un lanceur Ariane 5 le 18 décembre 2004 et devient opérationnel en avril 2005.
Un deuxième satellite, Helios 2B, est mis en orbite le 18 décembre 2009.

## Objectifs militaires
Les objectifs militaires sont multiples :
- activités de renseignement, visant à constituer des dossiers de zones géographiques et de sites précis, tout en assurant un suivi de la prolifération, notamment nucléaire.
- préparation de missions, permettant la réalisation de dossiers d'objectifs avec une évaluation a priori des dommages collatéraux ainsi que des dommages après des frappes aériennes.
- réalisation de cartes, pour des zones où elles sont insuffisantes (notamment en Afghanistan ou en Irak).
- fourniture de modèles numériques de terrain pour le guidage de missiles de croisière.